# Ovillers-la-Boisselle
Ovillers-la-Boisselle är en kommun i departementet Somme i regionen Hauts-de-France i norra Frankrike. Kommunen ligger i kantonen Albert som tillhör arrondissementet Péronne. År 2022 hade Ovillers-la-Boisselle 428 invånare.

## Befolkningsutveckling
Antalet invånare i kommunen Ovillers-la-Boisselle
| Referens: INSEE |